# Rodolfo Guzmán (Chef)
Rodolfo Guzmán (Chile, 27 de diciembre de 1978) es un jefe de cocina, y propietario del restaurante “Boragó”, en Santiago, Chile. Es impulsor y promotor de la gastronomía Chilena. Se le atribuye la incorporación de la despensa endémica del territorio chileno en la cocina.

## Orígenes
Rodolfo Guzmán entró a estudiar Ingeniería Comercial, pero se retiró en el primer año de cursada. Durante ese tiempo también practicaba uno de sus hobbies, el esquí acuático, mientras que la cocina solamente se limitaba a sus tiempos libres. Tras un accidente practicando este deporte, decidió cambiar el rumbo de su vida y estudiar Gastronomía en Santiago.
Al terminar sus estudios emigró a Estados Unidos, donde trabajó como mesero y lavaplatos en pequeños restaurantes. Tras su estadía en el país americano, nuevamente emigró buscando un mejor futuro y poder ejercer como chef, así llegó a España hasta el restaurante Mugaritz, ubicado en Rentería y manejado por el chef Andoni Aduriz. El restaurante es considerado uno de los cincuenta mejores del mundo, por la revista británica "Restaurant", y fue donde Guzmán realizó su formación más profesional en el área de la gastronomía.

## Regreso a Chile y apertura de Boragó
Tras su regreso a Chile, abre Boragó en enero de 2007. Ese mismo año, comienza a documentar, clasificando y categorizando, los usos y propiedades de la despensa endémica chilena, explora nuevas posibilidades y métodos de cocción, en base a ingredientes que nunca habían sido considerados, como los milenarios alimentos del pueblo Mapuche.
Guzmán ha reescrito las reglas culinarias, en un proceso que lo ha llevado a introducir numerosas y diferentes maneras de pensar la cocina, métodos de cocción, ingredientes y productos chilenos al mundo, fundamentados en la estacionalidad y en un conocimiento profundo del territorio chileno.
En el año 2015, Boragó se ubicó en el segundo lugar entre los cincuenta mejores restaurantes de Latinoamérica, reconocimiento otorgado por Latin America’s 50 Best Restaurants. Ese mismo año, Boragó se convirtió oficialmente en uno de los mejores restaurantes del mundo, al entrar en el puesto 42 de la lista de los 50 mejores restaurantes del mundo (The World's 50 Best). Actualmente Boragó ocupa el puesto Nº38 del mundo.   
A fines de 2017, publica su libro Coming from the South, con Phaidon, el que redefine las posibilidades de la gastronomía Chilena y su territorio.

## Cocina Endémica
Rodolfo Guzmán utiliza el concepto de “cocina endémica” para explicar su gastronomía, la cual consiste en ocupar los recursos naturales presentes a lo largo del país. Esto se ve reflejado en el equipo de trabajo de Boragó, donde además de cocineros, cuenta con más de 200 colaboradores, entre pequeños productores y comunidades recolectoras, con el fin de impulsar sus economías locales y cultura, accediendo a productos únicos en el mundo. También trabajan historiadores y antropólogos, cuyo trabajo está orientado en crear una experiencia única en el restaurante.
Prueba de este trabajo se puede evidenciar en el menú ofrecido en el restaurante, que cuenta con agua de lluvia de la Patagonia, vegetales cosechados por el mismo restaurante y la colaboración con pequeños productores a lo largo del territorio nacional.

## Programas de Televisión
Debido a la popularidad que ha ido adquiriendo, Rodolfo Guzmán ha podido ser parte de programas de cocina, ya sea como invitado o conductor. El 2012 estuvo a cargo del programa de televisión “Alimenta tu vida” de Canal 13 Cable, en el cual compartía diferentes preparaciones gastronómicas. También ha estado como jurado invitado al programa Master Chef Chile, con recurrentes apariciones. 

## Libro
- Boragó: Coming From the South. Phaidon Press. 2017. ISBN 9780714873978.[12]